# Krasen (Roese)
Krasen (Bulgaars: Красен) is een dorp in het noorden van Bulgarije. Het dorp is gelegen in de gemeente Ivanovo in de oblast Roese. Het dorp ligt hemelsbreed ongeveer 12 km ten zuiden van Roese en 244 km ten noordoosten van Sofia. 

## Bevolking
Op 31 december 2020 telde het dorp Krasen 693 inwoners. Het aantal inwoners vertoont al jaren een dalende trend: in 1946 woonden er nog 1.883 mensen in het dorp.
| Bevolkingsontwikkeling tussen 1934 en 2020          |
| --------------------------------------------------- |
|                                                     |
| Bron: Nationaal Statistisch Instituut van Bulgarije |

In het dorp wonen nagenoeg uitsluitend etnische Bulgaren. In 2011 waren 705 van de 710 ondervraagden etnische Bulgaren (99,3% van alle ondervraagden). 3 ondervraagden waren etnische Turken, terwijl de etnische afkomst van 2 ondervraagden niet bekend was.
| Etnische samenstelling van de respondenten (2011) | Etnische samenstelling van de respondenten (2011) | Etnische samenstelling van de respondenten (2011) | Etnische samenstelling van de respondenten (2011) | Etnische samenstelling van de respondenten (2011) |
| ------------------------------------------------- | ------------------------------------------------- | ------------------------------------------------- | ------------------------------------------------- | ------------------------------------------------- |
|                                                   |                                                   |                                                   |                                                   |                                                   |
| Bulgaren                                          | Bulgaren                                          |                                                   | 99,3%                                             | 99,3%                                             |
| Turken                                            | Turken                                            |                                                   | 0,4%                                              | 0,4%                                              |
| Roma                                              | Roma                                              |                                                   | 0,0%                                              | 0,0%                                              |
| Anders/Onbekend                                   | Anders/Onbekend                                   |                                                   | 0,3%                                              | 0,3%                                              |